# تاتا نووس
تاتا نووس (Tata Novus) خودرویی است که از سال ۲۰۰۵–کنون در هند تولید شده‌است. ‌است. سیستم جعبه‌دندهٔ آن ۲ دنده به صورت دستی است.